# Justin James (baloncestista)
Justin Taylor James (Port St. Lucie, Florida; 24 de enero de 1997) es un jugador de baloncesto estadounidense que pertenece a la plantilla de los Cleveland Charge de la G League. Con 2,01 metros de estatura, ocupa la posición de escolta. 

## Trayectoria deportiva

### Universidad
Jugó cuatro temporadas con los Cowboys de la Universidad de Wyoming, en las que promedió 15,6 puntos, 5,4 rebotes y 2,6 asistencias por partido. En 2017 fue elegido por la prensa especializada y los entrenadores mejor sexto hombre de la Mountain West Conference e incluido en el tercer mejor quinteto de la conferencia, mientras que en los dos años siguientes apareció en el mejor quinteto.

#### Estadísticas
| Año     | Equipo  | PJ  | PT | MPP  | %TC  | %3P  | %TL  | RPP | APP | ROB | TPP | PPP  |
| ------- | ------- | --- | -- | ---- | ---- | ---- | ---- | --- | --- | --- | --- | ---- |
| 2015–16 | Wyoming | 31  | 3  | 16.6 | .418 | .358 | .565 | 2.1 | .8  | .3  | .4  | 5.1  |
| 2016–17 | Wyoming | 37  | 6  | 26.2 | .462 | .419 | .762 | 5.0 | 2.2 | .8  | .5  | 16.0 |
| 2017–18 | Wyoming | 32  | 32 | 31.2 | .472 | .308 | .726 | 6.0 | 3.1 | 1.1 | .5  | 18.9 |
| 2018–19 | Wyoming | 32  | 32 | 38.2 | .409 | .296 | .741 | 8.5 | 4.4 | 1.5 | .6  | 22.1 |
| Total   | Total   | 132 | 73 | 28.1 | .442 | .337 | .731 | 5.4 | 2.6 | .9  | .5  | 15.6 |

### Profesional
Fue elegido en la cuadragésima posición del Draft de la NBA de 2019 por Sacramento Kings.
Tras dos temporadas en Sacramento, el 15 de agosto de 2021, los Kings cortan a Justin.
El 22 de septiembre de 2021, firmó un contrato dual con los Utah Jazz que le permitía jugar con el filial de la NBA G League, los Salt Lake City Stars, pero fue despedido el 1 de octubre. El 13 de octubre fichó por Cleveland Cavaliers, y fue nuevamente cortado, pero días después firmó como afiliado con los Cleveland Charge. El 26 de diciembre, firmó por 10 días con New Orleans Pelicans. Pero no llegó a debutar, y el 5 de enero de 2022 fue readquirido por los Cleveland Charge.
En verano de 2022, se une a los Orlando Magic para disputar la NBA Summer League, pero es cortado después.
El 17 de diciembre de 2022, firmó con el Metropolitans 92 de la LNB Pro A francesa. Pero el 2 de marzo de 2023, regresa a los Cleveland Charge.

## Estadísticas de su carrera en la NBA

### Temporada regular
| Año     | Equipo     | PJ | PT | MPP | %TC  | %3P  | %TL  | RPP | APP | ROB | TPP | PPP |
| ------- | ---------- | -- | -- | --- | ---- | ---- | ---- | --- | --- | --- | --- | --- |
| 2019–20 | Sacramento | 36 | 0  | 6.4 | .417 | .310 | .476 | .9  | .5  | .2  | .3  | 2.5 |
| 2020–21 | Sacramento | 36 | 0  | 8.6 | .468 | .368 | .583 | .8  | .6  | .2  | .1  | 3.9 |
| Total   | Total      | 72 | 0  | 7.5 | .446 | .343 | .544 | .9  | .6  | .2  | .2  | 3.2 |